# Sebastian Neumann
Sebastian Neumann (* 18. Februar 1991 in Berlin) ist ein deutscher Fußballfunktionär und ehemaliger Spieler. Seit November 2021 ist er Sportdirektor der Würzburger Kickers. Als Spieler absolvierte er 27 Spiele für deutsche Nachwuchsnationalmannschaften.

## Karriere

### Im Verein
Sebastian Neumann begann seine Karriere 1995 bei Eintracht Südring Berlin. Anschließend wechselte er zunächst zu FC Internationale Berlin, bevor 2001 sein Wechsel zu Hertha BSC folgte. Dort sollte er zunächst im linken Mittelfeld spielen, musste jedoch aufgrund einer Verletzung eines Mitspielers in der Innenverteidigung agieren, wo er seitdem spielt. Im Sommer 2009 bestritt Neumann sein erstes Ligaspiel für die zweite Mannschaft von Hertha BSC und hatte am Ende der Regionalliga-Saison 2009/10 25 von 34 Partien bestritten. Außerdem lief er im Finale des DFB-Junioren-Vereinspokals 2009/10 für die A-Jugend auf, das er mit der Mannschaft mit 1:2-Niederlage gegen die TSG 1899 Hoffenheim verlor.
Neumann erhielt im Sommer 2010 einen Dreijahresvertrag für die erste Mannschaft von Hertha BSC. Dort debütierte er in der ersten Runde des DFB-Pokals und am neunten Spieltag in der 2. Fußball-Bundesliga. In der Vorbereitung auf die Saison 2012/13 wurde Neumann von Trainer Jos Luhukay aus dem Profikader aussortiert und wieder in die zweite Mannschaft versetzt.
Nach zwei Einsätzen für die Hertha-Reserve entschloss sich Neumann zu einem Vereinswechsel und unterschrieb am 30. August 2012 einen Zweijahresvertrag beim VfL Osnabrück. In der 3. Liga eroberte er sich einen Stammplatz in der Innenverteidigung der Osnabrücker.
Im Sommer 2014 verpflichtete ihn der Zweitligist VfR Aalen, für den er aber in der folgenden Saison verletzungsbedingt zu keinem Einsatz kam: bereits in der Saisonvorbereitung zog sich Neumann einen Außenmeniskusriss zu, ehe er ab November 2014 aufgrund einer Herzerkrankung ausfiel. Erst in der folgenden Saison 2015/16 gab Neumann sein Comeback; die Mannschaft war in der Zwischenzeit in die Dritte Liga abgestiegen. In der folgenden Spielzeit wurde er bei den Aalenern zum Stammspieler in der Innenverteidigung.
Zur Saison 2016/17 wechselte Neumann zum Zweitliga-Aufsteiger Würzburger Kickers. Dort spielte er zwei Jahre als Mannschaftskapitän.
Zur Saison 2018/19 wechselte Neumann zum MSV Duisburg in die 2. Bundesliga. Für den MSV spielte er bis Oktober 2018 achtmal in der Liga und fiel seitdem verletzt aus; in seiner Abwesenheit stieg der MSV im Frühjahr 2019 in die 3. Liga ab, wo Neumann am 5. Spieltag eine Minute auf dem Platz stand. Als Konsequenz aus einer Hüftverletzung beendete der Verteidiger im Januar 2020 als Sportinvalide seine aktive Karriere.

### Nationalmannschaft
Nach Einsätzen in den diversen Nachwuchsmannschaften des DFB nominierte ihn Trainer Rainer Adrion erstmals für die Partie der deutschen U21 gegen die Ukraine am 11. Oktober 2010 in Unterhaching. Dort wurde er in der Schlussphase für Konstantin Rausch eingewechselt.

## Nach der aktiven Karriere
Im Sommer 2020 begann Neumann ein Praktikum bei seinem ehemaligen Arbeitgeber, den Würzburger Kickers. Dort soll er im Nachwuchsleistungszentrum auf eine spätere Tätigkeit vorbereitet werden. Anfang Oktober 2021 übernahm er, nachdem sich der Verein vom Cheftrainer Torsten Ziegner und seinem Co-Trainer getrennt hatte, während einer Länderspielpause gemeinsam mit Dieter Wirsching für einige Tage das Training der Drittligamannschaft, ehe Danny Schwarz als Ziegners Nachfolger verpflichtet wurde. Seit 18. November 2021 ist er Sportdirektor bei den Würzburger Kickers.

## Privates
Neumann absolvierte eine Ausbildung zum Groß- und Außenhandelskaufmann.